# Coenotephria hispalata
Coenotephria hispalata är en fjärilsart som beskrevs av Jules Pièrre Rambur 1866. Coenotephria hispalata ingår i släktet Coenotephria och familjen mätare. Inga underarter finns listade i Catalogue of Life.